# ميخائيل مارتينيز (ممثل)
ميخائيل مارتينيز (بالإسبانية: Mikel Martínez)‏ (و. 1955  م) هو ممثل، وممثل أفلام، وممثل مسرحي إسباني، ولد في إستيا.

## وصلات خارجية
- ميخائيل مارتينيز على موقع IMDb (الإنجليزية)

- ميخائيل مارتينيز في قاعدة بيانات الأفلام على الإنترنت